# Yōko Mori
Yōko Mori  (森瑤子?, Mori Yōko), pseudonimo di Masayo Itō (伊藤雅代?, Itō Masayo) (Shizuoka, 4 novembre 1940 – Tama, 6 luglio 1993) è stata una scrittrice giapponese.

## Biografia
Nata a Shizuoka, poco dopo la nascita si trasferì con la famiglia nella Mongolia Interna, allora controllata dallo stato fantoccio del Manciukuò istituito dai Giapponesi, dove il padre era stato trasferito per lavoro. Al termine della seconda guerra mondiale la famiglia rientrò in patria, stabilendosi a Tokyo. Durante gli studi presso l'Università delle arti di Tokyo, dove si specializzò nel violino, si avvicinò alla cultura e ai romanzi occidentali, fra cui le opere di Françoise Sagan, alla quale fu successivamente paragonata.
Laureatasi nel 1961, non intraprese la carriera musicale, ma lavorò per un'agenzia pubblicitaria fino al 1964, anno del matrimonio con l'inglese Ivan Brackin, dal quale ebbe tre figli.
Morì di cancro a 52 anni nel 1993.

## Scrittura
Mori esordì nel 1978 con il romanzo breve Joji (情事, Affari di cuore), vincitore del Subaru Literary Award e primo passo di una breve ma prolifica carriera letteraria, composta da oltre cento opere tra romanzi, raccolte di racconti e raccolte di saggi.
Tema centrale della scrittura di Mori sono matrimoni monotoni e infelici, e la ribellione delle donne che in essi si trovano costrette, spesso sotto forma di relazioni extraconiugali.
La scrittura di Mori è stata accostata a modelli occidentali quali il romanzo rosa, il romanzo gotico e le soap opera americane; la popolarità dell'autrice è derivata tuttavia da un'eccellente comprensione della condizione sociale della donna nel Giappone della bolla. 

## Altre attività
Tradusse in giapponese il romanzo Rossella di Alexandra Ripley, seguito di Via col vento.

## Opere in traduzione italiana
- Fiabe di letto, Edizioni Lindau, Torino, 2021 - ISBN 9788833536972 (Beddo no otogibanashi (ベッドのおとぎばなし?), 1987 - trad. di G. Annese, G. Carli e D. Travaglini).